# Tchunglinius tchangii
Tchunglinius tchangii è un pesce osseo estinto, appartenente ai cipriniformi. Visse nell'Oligocene superiore (circa 23 - 26 milioni di anni fa) e i suoi resti fossili sono stati ritrovati in Asia.

## Descrizione
Questo pesce era di piccole dimensioni e gli esemplari noti non superavano i sei centimetri di lunghezza. Era caratterizzato da bocca protrattile, denti faringei a cucchiaio, pinna dorsale originata anteriormente rispetto all'inserzione della pinna pelvica, pinna dorsale con quattro raggi non ramificati e pinna anale con tre raggi non ramificati. Tchunglinius si differenziava da altri generi simili per la caratteristica combinazione di testa grande e corpo basso; inoltre, la lunghezza della testa è maggiore della profondità del corpo. Altre differenze includono l'ultimo raggio non ramificato della pinna dorsale e anale liscio e articolato, e la presenza di un raggio a otto rami nella pinna dorsale e di un raggio a cinque rami nella pinna anale; infine, Tchunglinius era caratterizzato da cinque sopraneurali, cinque ipurali e 33 vertebre.

## Classificazione
Tchunglinius tchangii venne descritto per la prima volta nel 2014, sulla base di resti fossili ritrovati in Tibet, nella Contea di Nyima, in terreni dell'Oligocene superiore. 
La presenza di Tchunglinius riflette la fauna ittica di piane costiere tropicali-subtropicali del Paleogene presenti nella regione prima del sollevamento dell'altopiano tibetano.